# Estación de fruticultura de Zalla

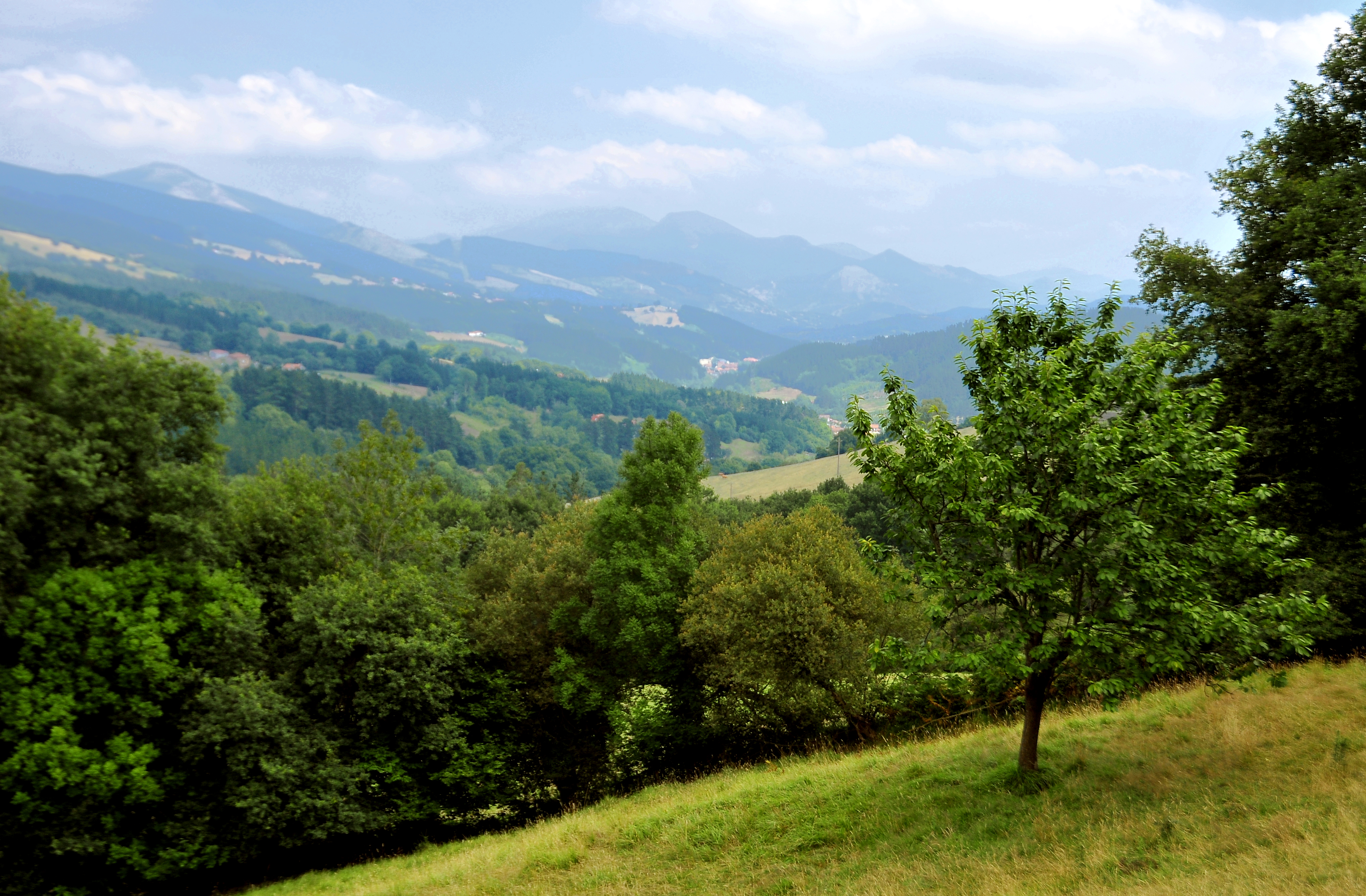
El entorno de Zalla.

La Estación de fruticultura de Zalla (en euskera: Zallako fruta lantegia), depende administrativamente del Gobierno Vasco. Actualmente la estación de fruticultura de Zalla reúne varias colecciones de variedades cultivares de manzano (Malus domestica) y de perales entre otras.

## Historia
En 1903 la Diputación de Vizcaya acuerda la compra de terrenos en Zalla con la perspectiva de proporcionar una información práctica a los agricultores y de efectuar diversas experiencias y ensayos agrícolas.
En el año 1968, la Granja pasa definitivamente a Estación de Fruticultura, actividad que desarrolla en la actualidad, con una superficie de unas 6 ha.
En el año 2005 se establecieron 53 cultivares de manzano de mesa sobre patrón EM-9. El objetivo de esta colección es mantener  de forma permanente estas variedades tanto foráneas comerciales, como autóctonas no comerciales. De cada variedad se dispone de 2 árboles.
Entre los años 2015 y 2017 se crea una colección de 53 variedades de perales.
La actual Estación de Fruticultura está ubicada en la antigua Granja y Caserío Modelo de Zalla.
Actualmente la Estación de fruticultura es un organismo de asesoramiento y apoyo tecnológico a las Asociaciones y Entidades del sector de fruticultura, y las bodegas de sidra y Txacolí, así como a sus denominaciones de origen en Vizcaya.

## Colecciones frutales
Entre las variedades frutícolas se encuentran:
- Manzanos de Sidra

Las variedades 'Haritza', 'Moko' y 'Udare txiki' (plena floración del 18 al 21 de abril), 'Urtebi haundi', 'Mantoni', 'Mozoloa' y 'Txalaka' (plena floración del 24 al 28 de abril) y otras como 'Errezil Sagarra, 'Gezamiña', 'Goikoetxe', 'Urtebi txiki'.
- Manzanos de mesa

'Akasuso', 'Calvilla de San Salvador', 'Kana Zuri', 'Reineta de Holanda', 'Aldai', 'Calvilla Gran Duque FDB', 'La paz', 'Reineta gris Saint Tonge', 'Amurriokoa5', 'Campandoja', 'Landetxo', 'Reineta Lemanx', 'Api rosa', 'Camuesa fina',  'Larrabetzu sagarra', 'Reineta Parda', Artola erreineta', 'Duquesa de oldemburgo', 'Mazorkea', 'Reverend Wild', 'Astrakan Roja',  'Etxe sagarra', 'Orri zabala', 'Ribston Pippin', 'Bakio', 'Florina', 'Peassgood's Nonesuch', 'Sagar gorri', 'Baltza', 'Gebara', 'Pelesti', 'Solauntza', 'Barakaldotarra', 'Gordin txuria', 'Premio sagarra', 'Transparente blanca', 'Boluaga', 'Gorri garratza', 'Reineta Begoña', 'Transparente Croncels', 'Bost kantoi', 'Gorria', 'Reineta Bouman', 'Txarba gorri (Mendata)', 'Bringas', 'Inesita de Asua', 'Reineta Cury', 'Urizar', 'Calvilla blanca', 'Jacques lebel', 'Reineta de Caux', 'Urtebete', y 'Winter Banana'.
- Colección de perales

'Andres Desportes', 'Conferencia', 'Gran Champion', 'Manteca Hardy', 'Azúcar de Montlucon', 'De Limon' Hardenpoint 'Manteca Giffard', 'Azúcar  Verde', 'DelBuena', 'HighLand', 'Manteca Marillat', 'Bella de Landako', 'Doyene de Invierno', 'Imperial', 'Presidente Drouard', 'Bergamota Esperen', 'Duquesa de Angulema', 'Le Lectier', 'Super Comice', 'Comicio', 'Fundente Thirriot', 'M.P Moretini', 'Tendral de Valencia', 'Concorde', 'General Lecklerc', 'Manteca Dilly', 'Triunfo de Viena', 'Abate Fetel', 'San Juan',  'Membrillo', 'Buena Luisa de Avranches', 'Iñurri madari'.

## Objetivo de la colección
Su principal objetivo es contribuir a la conservación ex situ de variedades de manzanos procedentes del País Vasco, para evitar la erosión genética.